# Jack Pinoteau
Jack Pinoteau (Clairefontaine-en-Yvelines, 1923. szeptember 20. – Le Chesnay, 2017. április 6.) francia filmrendező, forgatókönyvíró.

## Filmjei
Rendező
- Az öt barát (Ils étaient cinq) (1951)
- Poly (1961, tv-sorozat)
- Les Globe-trotters (1966, tv-sorozat)
- L'amateur ou S.O.S. Fernand (1967, tv-sorozat, egy epizód)

Rendező, forgatókönyvíró
- Le grand pavois (1954)
- L'ami de la famille (1957)
- Le triporteur (1957)
- Chéri, fais-moi peur (1958)
- Robinson et le triporteur (1960)
- Les veinards (1963)
- Les durs à cuire ou Comment supprimer son prochain sans perdre l'appétit (1964)
- Moi et les hommes de 40 ans (1965)

Forgatókönyvíró
- Le Sicilien (1958)
- Stasera Fernandel (hat részes tv-film)
- La neige et le feu (1991)